# Schikak (Ethnie)
Die Schikak oder Şikak (persisch شکاک, auch Schekak, Schakkak, Schikakan) ist einer der größten kurdischen Stämme in der iranischen Provinz West-Aserbaidschan und der angrenzenden Gebiete in der Osttürkei. Dieser Stamm lebt um die Stadt Maku und von dort südlich bis Urmia. 
Sie sprechen einen Dialekt des Kurmandschi, den man Schakaki nennt, und sind sunnitischen Glaubens. Ihre Anzahl im Iran betrug im Jahr 1960 4400 Haushalte. Die Anzahl der Schikak in der Türkei ist kleiner. Die Schikak werden oft mit den türkisierten Stamm der Schikaghi (auch als Schakaki bekannt) aus Täbris verwechselt.
Die Schikak bestehen aus vielen Clans und Familien, wobei die Familien der 'Awdoǐ und der Kārdār die Stammesführung innehaben. 

## Geschichte
Gemäß ihrer mündlichen Überlieferung wanderten die Schikak im 17. Jahrhundert aus Diyarbakır aus und ließen sich westlich des Urmiasees nieder. Dabei verdrängten sie den Stamm der Dumbuli.
Der erste bekannte Stammesführer war Ismail Agha, der 1816 starb und dessen Grab am Fluss Naslu liegt. Sein Enkel Jafar Agha wurde als Bandit 1905 in Täbris hingerichtet. Jafars Bruder Simko wurde neuer Führer und begann einen Kampf gegen die iranische Regierung für ein unabhängiges Kurdistan. Dabei war Simko auch verantwortlich für Massaker vor und während des Ersten Weltkriegs an Christen in der Region von Urmia. Simko starb 1930 und an seine Stelle trat Amr Agha. Später beteiligten er sich mit einigen hundert Kämpfern an der Republik Mahabad, die 1946 in Mahabad von der Demokratischen Partei Kurdistan-Iran gegründet worden war. Amr Agha selber war Mitglied dieser Partei.
Doch als die Republik zusammenbrach, arrangierten sich die Schikak mit der iranischen Regierung. Diese regierungstreue Haltung behielt der Stamm für die nächsten Jahrzehnte bei. So auch 1979 nach der islamischen Revolution, als sich durch das Machtvakuum im Westiran kurdische Parteien wie die DPK-I und die Komalah gegen Chomeini auflehnten. Nur wenige Schikak-Mitglieder beteiligten sich hieran, während sich der Stammesführer Tahir Agha mit den neuen Machthabern arrangierte.

## Quelle
- Martin van Bruinessen: Artikel Shakāk. In: The Encyclopaedia of Islam. New Edition
- Martin van Bruinessen: A Kurdish Warlord on the Turkish-Persian Frontier in the Early Twentieth Century: Isma`il Agha Simko. In: Touraj Atabaki (Hrsg.): Iran and the First World War: Battleground of the Great Powers. I.B. Tauris, London 2006, S. 69–93.